# Башкирское Канчерово
Башкирское Канчерово — деревня в Кувандыкском городском округе Оренбургской области.

## География
Находится на правом берегу реки Сакмара в 6 км к востоку от села Зиянчурино.

## История
Названа так по преобладающему башкирскому населению — в отличие от расположенной рядом деревни Русское Канчерово, где живут русские. В «Списке населенных мест» 1871 г. д. Канчурина (Кончурина, Кипчак). В списках 1901 г — хутор Канчуринский..

## Население
| 2010 |
| ---- |
| 210  |

Проживают башкиры.